# GHH-Bonatrans
Die GHH-Bonatrans ist ein Hersteller von Radsätzen für die Eisenbahnindustrie. Das Unternehmen ging u. a. aus dem Unternehmensbereich Eisenbahntechnik des früheren Gutehoffnungshütte-Konzerns in Oberhausen und der tschechischen Bonatrans-Gruppe hervor.

## Produkte und Standorte
Das Unternehmen entwirft, plant und fertigt Räder und Radsätze sowie Bremsgestänge für schienengebundene Fahrzeuge. Die Produkte finden sich sowohl in Lokomotiven wie Waggons, sowohl in Güter- wie auch Personenzügen (TGV, Thalys, ICE), in Straßen- und Untergrundbahnen genauso wie in Fahrzeugen für besondere industrielle Bedarfe (z. B. Minenfahrzeuge). Die Produktpalette der Gruppe besteht hauptsächlich aus der Konstruktion, der Herstellung und dem Vertrieb von Rädern, Radsätzen und anderen Komponenten für Schienenfahrzeuge.
Der Produktionsstandort des deutschen Teils der Gruppe befindet sich in Oberhausen.

## Hintergrund und Geschichte

### GHH Radsatz
Die ehemalige Gutehoffnungshütte begann bereits 1808 mit der Produktion von Radsätzen. 1995 wurde dann der Bereich Radsätze von der MAN Gutehoffnungshütte abgespalten und kam 2000 zu der schwedischen SAB-Wabco Gruppe, die 2004 von Faiveley erworben wurde. Seit 2005 ist GHH Radsatz im mehrheitlichen Besitz des Private-Equity-Investors Syntegra Capital (vormals SG Capital Europe). 2008 erwirbt GHH Radsatz nahezu 100 % der Anteile an der Valdunes International S.A. mit Sitz in Montigny-le-Bretonneux bei Paris, die als Obergesellschaft der französisch-belgischen Valdunes-Gruppe agiert.

### GHH Valdunes
Auch die Valdunes Gruppe hat eine lange industrielle Vergangenheit: Die Tochter Valdunes Belux wurde 1830 als Teil der Cockerill Gruppe gegründet; der Standort Valenciennes besteht seit 1840, Dünkirchen seit 1912. Bis 1998 war Valdunes Teil des Usinor Konzerns, danach bei dem US-Konzern Freedom Forge und ab 2001 bei dem Finanzinvestor Acland Capital Investment.
GHH Valdunes-Gruppe entstand ab 2005 unter Führung von Syntegra durch die Konsolidierung der deutschen GHH Radsatz mit der französischen Valdunes-Gruppe. Der Teilkonzern Valdunes leitete am 11. Oktober 2013 bei dem zuständigen Gericht in Valenciennes eine sogenannte procédure de sauvegarde ein. Die procédure de sauvegarde ist ein vorinsolvenzliches Schutzschirmverfahren, das von französischen Unternehmen im Zustand der Zahlungsfähigkeit zur Lösung ihrer wirtschaftlichen Schwierigkeiten beantragt werden kann.
Das tschechische Konkurrenzunternehmen Bonatrans übernahm zum 1. Januar 2014 die deutsche Tochter Gutehoffnungshütte Radsatz GmbH. Sie firmiert seitdem als GHH-Bonatrans, Valdunes wurde an die chinesische MA Steel verkauft.

### Bonatrans
Bonatrans entstand im Jahr 1965 als Einheit der Eisen- und Drahtwerke Bohumin (ŽDB) und verfolgte eine entschiedene Expansionspolitik seit Anfang der 1990er Jahre.